# كاليكون (نيويورك)
كاليكون (بالإنجليزية: Callicoon, New York)‏ هي بلدة أمريكية تقع في الولايات المتحدة في نيويورك (ولاية). يقدر عدد سكانها بـ 162 نسمة .